# Long Lake (Illinois)
Long Lake es un lugar designado por el censo ubicado en el condado de Lake en el estado estadounidense de Illinois. En el Censo de 2010 tenía una población de 3515 habitantes y una densidad poblacional de 832,1 personas por km².

## Geografía
Long Lake se encuentra ubicado en las coordenadas 42°22′27″N 88°7′37″O / 42.37417, -88.12694. Según la Oficina del Censo de los Estados Unidos, Long Lake tiene una superficie total de 4.22 km², de la cual 2.67 km² corresponden a tierra firme y (36.85%) 1.56 km² es agua.

## Demografía
Según el censo de 2010, había 3515 personas residiendo en Long Lake. La densidad de población era de 832,1 hab./km². De los 3515 habitantes, Long Lake estaba compuesto por el 80.91% blancos, el 1.39% eran afroamericanos, el 0.48% eran amerindios, el 0.57% eran asiáticos, el 0.09% eran isleños del Pacífico, el 13.43% eran de otras razas y el 3.13% pertenecían a dos o más razas. Del total de la población el 28.11% eran hispanos o latinos de cualquier raza.